# Kostjantyniwka (Mykolajiw)
Kostjantyniwka (ukrainisch Костянтинівка; russisch Константиновка Konstantinowka) ist ein Dorf im Zentrum der ukrainischen Oblast Mykolajiw mit etwa 800 Einwohnern.

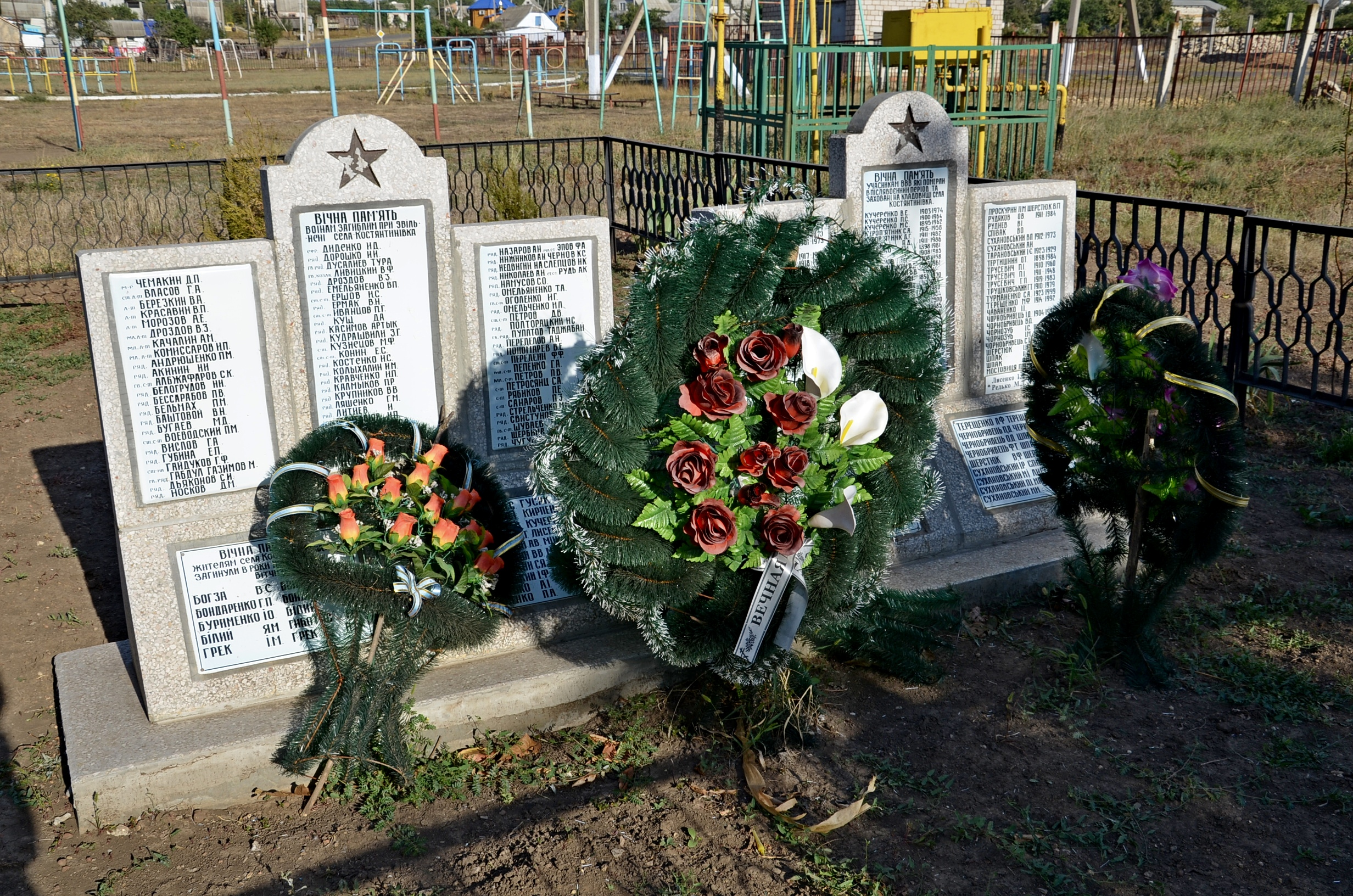
Denkmal im Ort

Das Dorf wurde 1783 gegründet und liegt am Ostufer des Südlichen Bugs sowie der ukrainische Nationalstraße N 24, 15 Kilometer nördlich der Rajons- und Oblasthauptstadt Mykolajiw, die ehemalige Rajonshauptstadt Nowa Odessa befindet sich 25 Kilometer nördlich des Ortes.

## Verwaltungsgliederung
Am 12. Juni 2020 wurde das Dorf zum Zentrum der neugegründeten Landgemeinde Kostjantyniwka (Костянтинівська сільська громада/Kostjantyniwska silska hromada). Zu dieser zählen auch noch die 10 in der untenstehenden Tabelle aufgelisteten Dörfer, bis dahin bildete es die gleichnamige Landratsgemeinde Kostjantyniwka (Костянтинівська сільська рада/Kostjantyniwska silska rada) im Süden des Rajons Nowa Odessa.
Am 17. Juli 2020 kam es im Zuge einer großen Rajonsreform zum Anschluss des Rajonsgebietes an den Rajon Mykolajiw.
Folgende Orte sind neben dem Hauptort Kostjantyniwka Teil der Gemeinde:
| Name                     | Name            | Name                                |
| ukrainisch transkribiert | ukrainisch      | russisch                            |
| ------------------------ | --------------- | ----------------------------------- |
| Balowne                  | Баловне         | Баловное (Balownoje)                |
| Hurjiwka                 | Гур’ївка        | Гурьевка (Gurjewka)                 |
| Kandybyne                | Кандибине       | Кандыбино (Kandybino)               |
| Nowoinhulka              | Новоінгулка     | Новоингулка (Nowoinhulka)           |
| Nowomatwijiwske          | Новоматвіївське | Новоматвеевское (Nowomatwejewskoje) |
| Nowopetriwske            | Новопетрівське  | Новопетровское (Nowopetrowskoje)    |
| Pisky                    | Піски           | Пески (Peski)                       |
| Sajwe                    | Зайве           | Зайвое (Saiwoje)                    |
| Sebyne                   | Себине          | Себино (Sebino)                     |
| Silwestriwske            | Сільвестрівське | Сильвестровское (Silwestrowskoje)   |